# Плавичанка (Олт)
Плавичанка (рум. Plăviceanca) насеље је у Румунији у округу Олт у општини Градиниле. Oпштина се налази на надморској висини од 98 m.

## Историја
У општини постоји топоним "у Србима", који се односи на Србе, који су ту били током рата интернирани. Од њих су остале у наслеђе неке навике, попут оних везаних за јеловник.

## Становништво
Према подацима из 2002. године у насељу је живело 435 становника, од којих су сви румунске националности.